# Hula (Tanz)

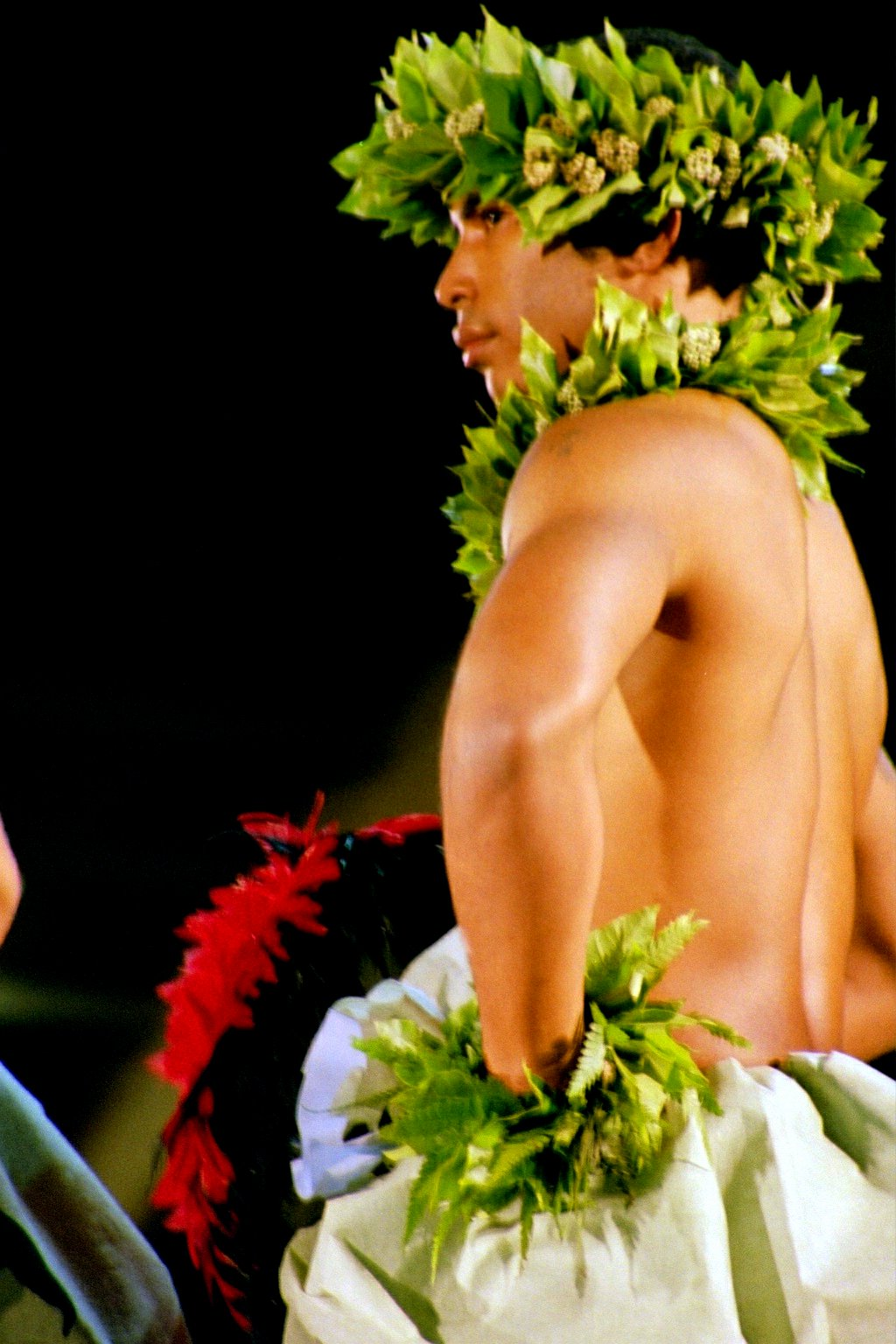
Tänzer mit ʻulīʻulī beim Hula kahiko, Merrie Monarch Festival 2003

Hula ist ein erzählender Tanz, der sich in Hawaii entwickelte. Die Inselgruppe Hawaii bildet die nördliche Spitze des polynesischen Dreiecks und gehört als 50. Bundesstaat zu den USA. Hula ist verwandt mit den Tanzformen anderer polynesischer Völker, hat aber wegen der großen Entfernung Hawaiis zu den anderen polynesischen Inseln eine eigenständige Entwicklung durchlebt.

## Stil
Bestimmte Schrittfiguren folgen dem Takt der Musik oder des (Sprech-)Gesanges, mit anderen Teilen des Körpers wird eine Geschichte erzählt. Der erzählende Charakter des Hula ermöglicht es, ihn für verschiedene Zwecke zu verwenden: als Kulttanz, zur Bewahrung von Überlieferungen (z. B. Genealogien, Mythen, Sagen), in verschiedenen sozialen Zusammenhängen (z. B. Familie, Adel) oder einfach zur Unterhaltung.
Die Bedeutung des Hula für die Kultur der Hawaiier kommt am besten in einem Wort des Königs David Kalākaua zum Ausdruck: „Hula is the language of the heart and therefore the heartbeat of the Hawaiian people“ („Hula ist die Sprache des Herzens und deshalb der Herzschlag des hawaiischen Volkes“).
Traditionell wird Hula in der hawaiischen Sprache in einem hālau (Schule, ursprünglich: großes Haus, Halle) unter Leitung des kumu hula gelernt. Die Bezeichnung des Lehrers als kumu (Quelle, Ursprung) zeigt die hohe Wertschätzung und Verantwortung derjenigen, die das Wissen weitergeben.
Die Klassifizierung der verschiedenen Arten des Hula kann nach dem Inhalt des Liedes (mele), den begleitenden Musikinstrumenten oder dem Tanzstil vorgenommen werden. Stark vereinfachend werden heute meist hula kahiko (alte Tänze) und hula ʻauana (moderne Tänze) unterschieden. Diese Unterscheidung bezieht sich eher auf den Tanzstil. Das hawaiische Wort ʻauana bedeutet „sich fortbewegen, entfernen“, im Sinne von „vom [alten] Weg abkommen“, so dass strenggenommen alles jenseits der ritualisierten überlieferten hula kapu (das Wort kapu steht hier für die Reglementierung) hula ʻauana ist. Beim hula kāʻekeʻeke werden Tänzer meist von mehreren Musikern, die jeweils zwei kāʻekeʻeke genannte Bambusstampfrohre in den Händen halten, rhythmisch begleitet.
Bereits in der Zeit König Kalākauas begann sich der hawaiische Tanz zu verändern, auch wenn er zunächst noch weiter mit Sprechgesängen und Rhythmusinstrumenten begleitet wurde. Viele ʻauana – moderne – Tänze sind inzwischen auch bereits mehr als 100 Jahre alt, ebenso werden weiter neue Tänze im kahiko-Stil geschrieben.
Hulas, die als Sitztanz ausgeführt werden, bezeichnet man als hula noho. Auch der hula muʻumuʻu wird im Sitzen ausgeführt.

## Hula kahiko

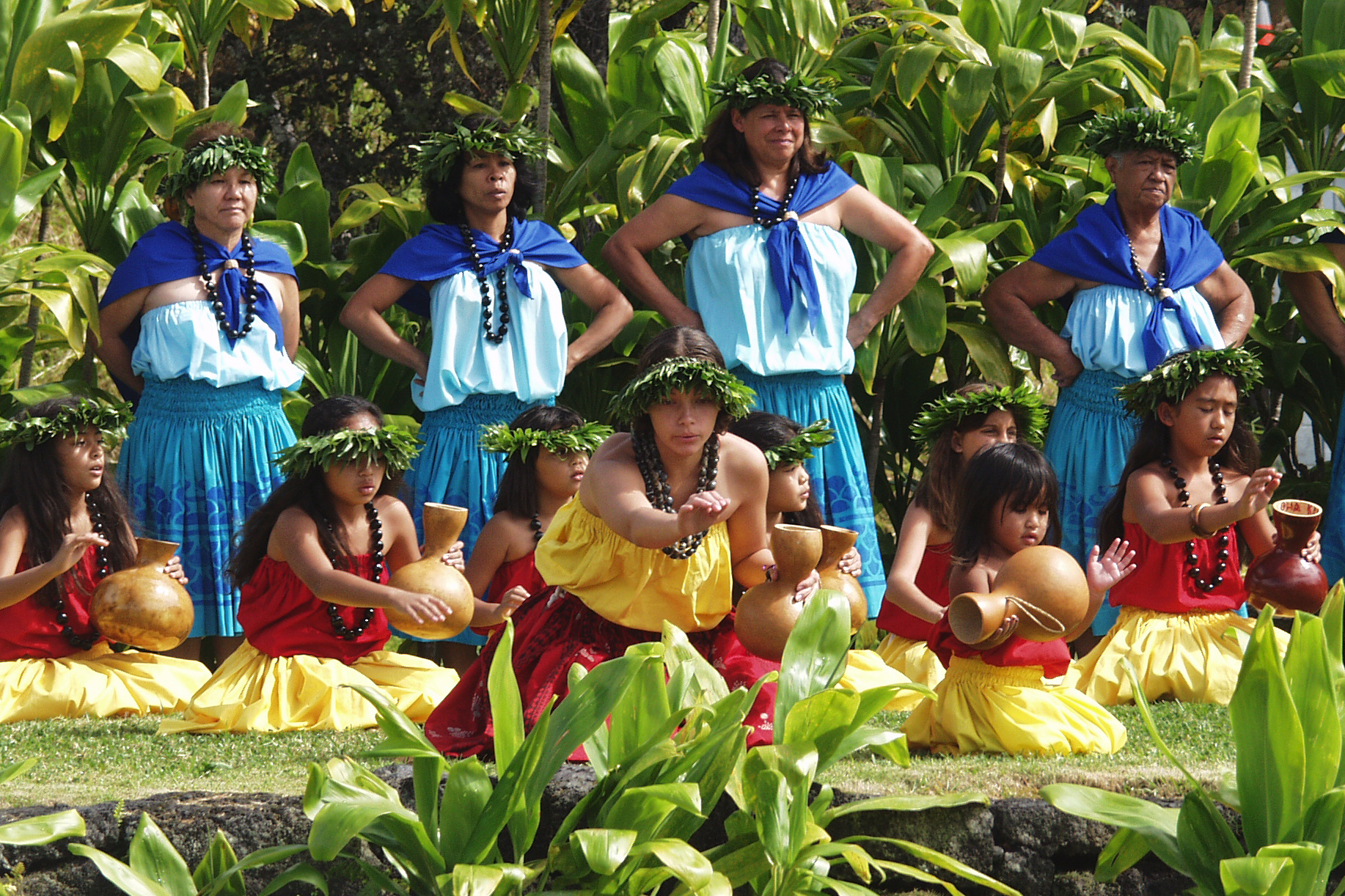
Hula kahiko–Tänzer

Vorbereitung (z. B. Lernen und Verstehen der Texte, Anfertigung des Schmuckes), Kleidung und Aufführung sind besonders streng geregelt. Für den begleitenden Sprechgesang ist die korrekte Aussprache von großer Bedeutung.
Musikinstrumente:
- pahu: Standtrommel aus einem ausgehöhlten Baumstamm (meist Palme), traditionell mit Haifischhaut bespannt und ursprünglich rituellen Tänzen vorbehalten
- ipu: Rhythmusinstrument (Stampf-Kalebasse) aus einem Flaschenkürbis
- ipu heke: Rhythmusinstrument (Stampf-Kalebasse) aus zwei oder drei Flaschenkürbissen (heke = höchstes, hier: ipu mit einem aus einer weiteren Kalebasse gebildeten Oberteil)
- pūniu: kleine Kesseltrommel, die über dem Knie befestigt wird und deren Korpus meist aus einer Kokosnuss (niu) besteht
- ʻulīʻulī:[7] Gefäßrassel traditionell aus einer Baumkalebasse (laʻamia), heute aus einer Kalebasse oder einer Kokosnuss mit einem Griff, der an seinem Ende mit Federn verziert ist
- kālaʻau:[8] Holzstäbe in verschiedenen Größen
- papa hehi: Fußbrett, das mit kālaʻau verwendet wird
- pūʻili: teilweise aufgespaltene Bambusstäbe
- ʻiliʻili: vom Wasser abgeschliffene Steine, die jeweils paarweise in einer Hand gehalten und wie spanische Kastagnetten gegeneinandergeschlagen werden.

## Hula ʻauana

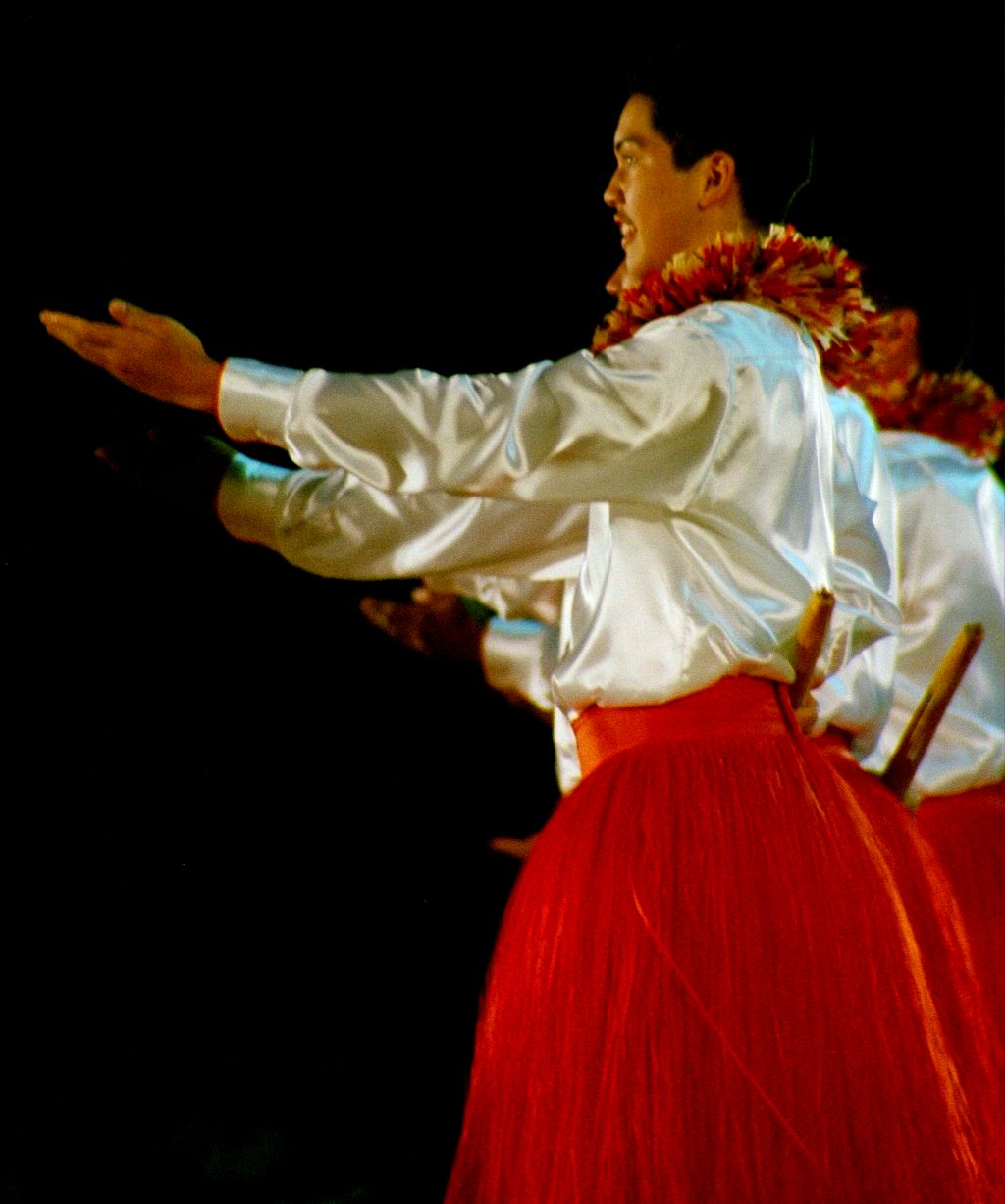
Tänzer mit pūʻili beim hula ʻauana, beim Merrie Monarch Festival 2003

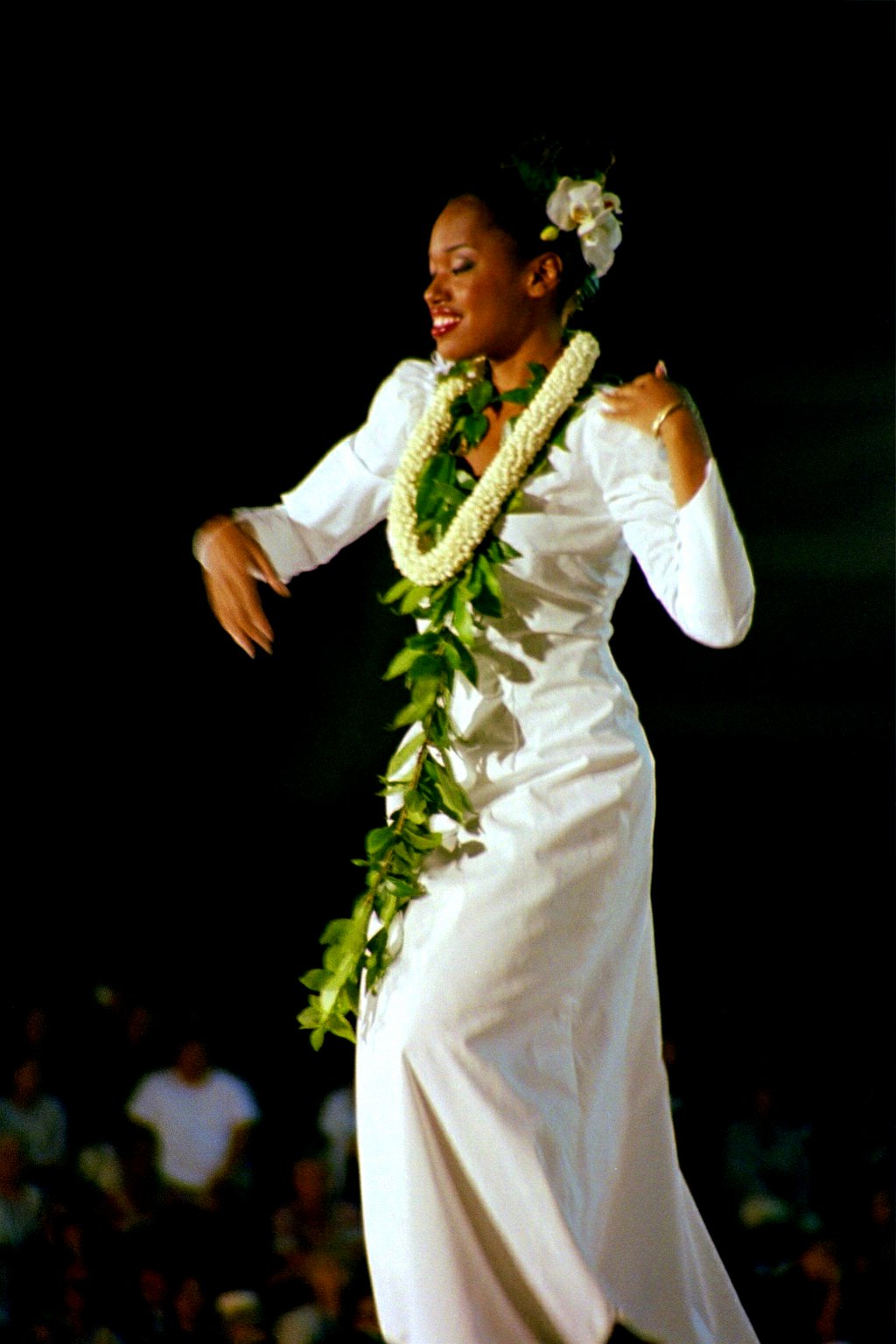
Tänzerin beim hula ʻauana im Wettbewerb „Miss Aloha Hula“, Merrie Monarch Festival 2003

In dieser Stilgruppe hat der Hula vielfältige Einflüsse vor allem aus westlichen Musikstilen aufgenommen. Die Elemente des Tanzes sind im Wesentlichen die gleichen, werden aber der veränderten Begleitung und dem melodischen Gesang angepasst. Dies gilt besonders für Kleidung, Schmuck und Aufführungspraxis, die sich deutlich vom hula kahiko unterscheiden. Diese Wandlungsfähigkeit auf der Grundlage ungebrochener Tradition zeigt die Vitalität des Hula besonders deutlich.
Musikinstrumente:
- ʻUkulele
- Gitarre
- Hawaii-Gitarre
- Kontrabass
- Klavier

## Geschichte
Name
Das hawaiische Wort hula wurde bis zur Mitte des 19. Jahrhunderts nur im Zusammenhang mit Tänzen zur Unterhaltung verwendet und erst danach auf alle Tänze ausgeweitet. Vorher wurden die religiösen Tänze haʻa genannt. Die ältere Bezeichnung lebt in ʻai haʻa weiter, einem traditionellen Stil, der mit gebeugten Knien getanzt wird.
Mythische Anfänge
Die Göttin Laka lehrte zuerst die Einwohner von Molokaʻi, den Hula zu tanzen. Der Ort des ersten hālau hula wird noch heute als Ka hula piko (Ursprung des Hula) verehrt.
Hiʻiaka, die Schwester der Vulkangöttin Pele, wird heute als Schutzherrin des Hula verehrt. Sie lernte ihn von Hōpoe, die aus Puna (auf der Insel Hawaiʻi) stammt, und die Tänze der Alten kannte.
1820–1851
Die Abschaffung des kapu-Systems durch Kaʻahumanu und der Einfluss der christlichen Missionare führten zur Verbannung des Hula aus dem täglichen Leben. 1830 verbot Kaʻahumanu Hula in der Öffentlichkeit, nach ihrem Tod (1832) wurde das Verbot in von christlichen Missionsstationen und frommen Häuptlingen abgelegenen Gebieten nicht mehr durchgesetzt.
Nach 1851
Das Verbot des Hula wurde 1851 aufgehoben, öffentliche Vorführungen waren anzumelden und unterlagen hohen Gebühren.
König David Kalākaua
Unter König Kalākaua (reg. 1874–1891) wurden die Einschränkungen aufgehoben. Ferner wurden alte Traditionen – sofern noch vorhanden – wiederbelebt und besonders durch den König gefördert. Bei der Krönungszeremonie und den Feiern zum 50. Geburtstag Kalākauas fanden große öffentliche Hula-Vorführungen statt.
1898 bis heute
Nach der Annektierung Hawaiʻis 1898 wurde Hula neben anderen Bereichen hawaiischer Kultur unter dem Einfluss der USA zurückgedrängt. Um 1970 begann die bis heute anhaltende Hawaiische Renaissance, die auch zu einer wachsenden Rückbesinnung auf Traditionen des Hula führte. Zu den deutlichsten Zeichen gehören zahlreiche Wettbewerbe und Festivals, darunter das besonders zu Ehren David Kalākauas veranstaltete Merrie Monarch Festival (seit 1963).
Die Verwendung von "Hula" im Namen des Hula-Hoop-Reifens beruht lediglich auf der Ähnlichkeit mit einem einzigen (ʻami) von mehr als 30 verschiedenen Hula-Schritten.

## Literatur

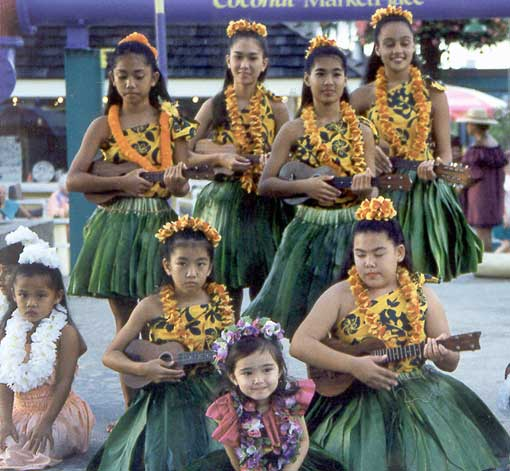
Hula Tanz – Der Nachwuchs auf dem Market Place Coconut Beach (Kauaʻi, Hawaiʻi) stellt sich vor